# ناتو (طعام)
ناتّو (納豆) هو طعام ياباني تقليدي مصنوع من فول الصويا الذي تم تخميره. غالبًا ما يتم تقديمه كوجبة إفطار. يتم تقديمه مع خردل كاراشي أو صلصة الصويا أو صلصة تاري، وأحيانًا البصل الياباني. غالبًا ما يُعتبر الناتّو طعمًا مكتسبًا بسبب رائحته القوية ونكهته القوية وملمسه اللزج. داخل اليابان، يعتبر الناتو أكثر شعبية في المناطق الشرقية، بما في ذلك كانتو، وتوهوكو، هوكايدو، وكشف استطلاع عام 2009 أن 70.2٪ من اليابانيين يجدونه طعمًا لطيفًا، والبعض الآخر الذين قد لا يجدون طعم الطعام ممتعًا لا يزالون يأكلونه من أجل الفوائد الصحية.

## تاريخ
تختلف المصادر حول أصل أقدم ناتو. تقول إحدى النظريات أن الناتو تم تطويره في مواقع متعددة في الماضي البعيد، لأنه من السهل صنعه باستخدام المكونات والأدوات المتاحة بشكل شائع في اليابان منذ العصور القديمة.

## أصول أسطورية
تنسب إحدى القصص حول أصل الناتو ذلك إلى الساموراي ميناموتو نو يوشي (1039-1106)، الذي كان في حملة في شمال شرق اليابان بين عامي 1086 م و1088 م. ذات يوم، تعرضت قواته للهجوم أثناء غليان فول الصويا لخيولهم. حزموا الفاصوليا على عجل، ولم يفتحوا أكياس القش إلا بعد بضعة أيام، وفي ذلك الوقت كانت الحبوب قد تخمرت. أكله الجنود على أي حال، وأعجبوا بطعمه، لذا قدموه ليوشي، الذي أحب طعمه أيضًا.
قصة أخرى تتعلق بالأمير شوتوكو (574-622)، الذي قيل أنه قام بلف غرائب فول الصويا المغلي في أكياس من القش لجواده. نظرًا لأن الناس تناولوا هذه الفاصوليا المخمرة ووجدوها لذيذة، سرعان ما اكتسب هذا النوع من الفاصوليا المخمرة شعبية في اليابان بسبب مذاقها الفريد ونكهتها القوية.

## الدوتشي الصيني
قبل الناتّو، كان هناك طبق مشابه من طعام فول الصويا الأسود المخمر في الصين يسمى دوتشي. هذه هي توابل فول الصويا الكاملة المملحة والمخمرة والمعمرة أو بهارات اخترعت في الصين وانتشرت في جميع أنحاء شرق آسيا كبضائع. يصنع هذا النوع من الطعام عادة من فول الصويا المخمر وكمية وافرة من الملح؛ ومع ذلك، تختلف المكونات وطريقة الإنتاج في اليابان. يستخدم الصينيون كلاً من فول الصويا الأسود والأصفر لإنتاج الدوش بينما يستخدم الناتو الياباني فول الصويا الأصفر فقط. كما أن كمية الملح المستخدمة تُحدث فرقًا بين الدوتشي والناتو في مذاقها ومظهرها.
تم استيراد طريقة زراعة فول الصويا والأرز من الصين إلى اليابان خلال فترة يايوي، وبعد ذلك بدأ تداول الملح في الازدهار في اليابان. وقد أتاح ذلك فرصة لاكتساب شعبية إنتاج الدوتشي في اليابان. نظرًا لأن الملح كان باهظ الثمن وقيِّمًا في ذلك الوقت، فقد استُنتج أن الناتو اخترع بالصدفة أثناء إنتاج الدوتشي.
كان هناك أيضًا زلة خشبية محفورة في هيجو كيو، كتب عليها الحرف الصيني. يعتبر التنقيب عن القسيمة دليلاً لدعم الفرضية القائلة بأن اختراع الناتو كان مستندًا إلى الدوتشي الصيني الذي تم استيراده إلى اليابان.
دخلت الحرف الصينية (豉) اليابان في القرن الثامن. كان يُطلق عليه "kuki" حتى القرن الحادي عشر، عندما أصبح ناتّو اسمًا جديدًا لفول الصويا المخمر.

## تسويق الناتو في فترة إيدو
حدث تغيير في إنتاج ناتو في الفترة تايشو (1912-1926)، عندما اكتشف الباحثون طريقة لإنتاج ناتو ببادئات التخمر تحتوي العصوية الرقيقة دون الحاجة للقش، وبالتالي تبسيط الإنتاج التجاري للناتو وتمكين نتائج أكثر اتساقا.

## المظهر والاستهلاك
للناتو رائحة مميزة تشبه إلى حد ما الجبن المعتق اللاذع. تقليب الناتو ينتج العديد من الأوتار اللزجة. يؤكل الطبق باردًا مع الأرز الممزوج بصوص الصويا أو خردل الكراشي. غالبًا ما يتم إضافة مكونات أخرى مثل البصل الطويل أو الكيمتشي.
كثيرا ما يؤكل ناتو كما غوهان ناتو (ناتو على الأرز). يُستخدم الناتو أحيانًا في الأطعمة الأخرى، مثل السوشي بالناتو (ناتوماكي)، أو توست الناتو، أو في حساء ميسو، أو تاماغوياكي، أو السَّلطة، أو كمكون في أوكونوميياكي، أو تشاهان، أو حتى مع السباغيتي. في بعض الأحيان يتم سحق فول الصويا قبل التخمير. وهذا ما يسمى هيكيوارى ناتو.[بحاجة لمصدر]
يجد الكثيرون المذاق كريهًا ورائحته كريهة بينما يستمتع به الآخرون باعتباره طعامًا شهيًا. يعتبر الناتو أكثر شهرة في بعض مناطق اليابان منه في مناطق أخرى. يشتهر ناتو بشعبية في منطقة كانتو الشرقية، ولكنه أقل شهرة في كانساي. أشار استطلاع على الإنترنت في اليابان عام 2009 إلى أن 70٪ من المستجيبين و30٪ لا يفعلون ذلك، لكن حوالي نصف أولئك الذين لا يحبون ناتو يأكلونه لفوائده الصحية.
بالنسبة لأولئك الذين لا يحبون رائحة وملمس الناتو، تم تطوير «ناتو مجفف» و «ناتو مقلي» حوالي عام 1990. يتم تقليل الرائحة والالتصاق، مما يجعل تناول الطعام أسهل بالنسبة لأولئك الذين لا يحبون الناتو التقليدي. أيضًا تم تطوير نوع آخر من فول الصويا المخمر يسمى ميمانوكا "Mamenoka (豆 乃 香)" من خلال تحسين أصناف فول الصويا وعصيات الناتو لجعلها أقل لزوجة.

## عملية الإنتاج

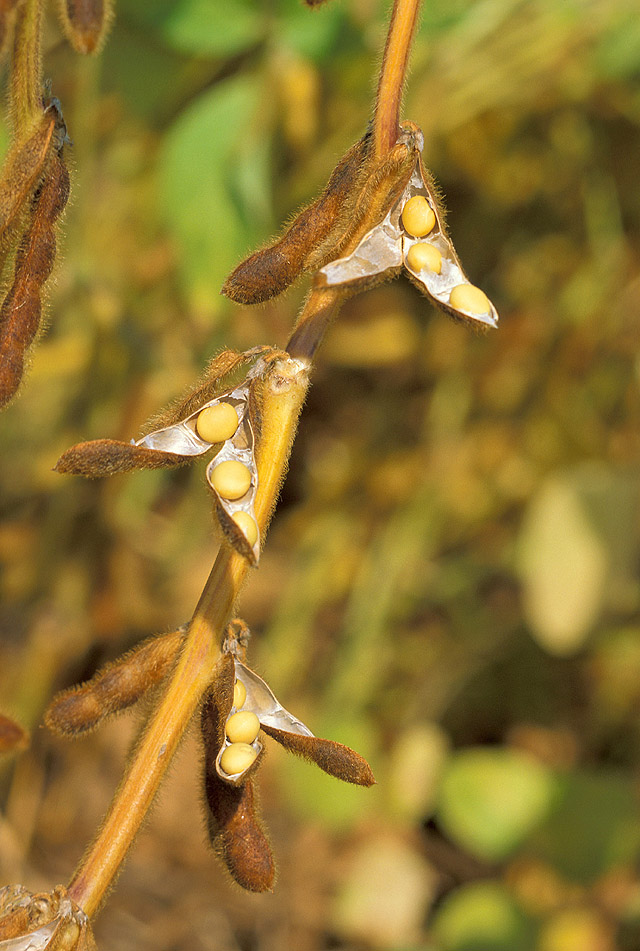
فول الصويا في مزرعة

ناتو مصنوع من فول الصويا. يفضل استخدام الحبوب الأصغر حجمًا، حيث ستكون عملية التخمير قادرة على الوصول إلى مركز الحبة بسهولة أكبر. تُغسل الحبوب وتنقع في الماء لمدة 12 إلى 20 ساعة لزيادة حجمها. بعد ذلك، يُطهى فول الصويا على البخار لمدة ست ساعات، على الرغم من أنه يمكن استخدام قدر الضغط لتقليل الوقت. يتم خلط الحبوب مع بكتيريا عصوية رقيقة (Bacillus subtilis)، والمعروفة باسم ناتو كين nattō-kin باللغة اليابانية. يجب توخي الحذر للحفاظ على المكونات بعيدًا عن الشوائب والبكتيريا الأخرى. يتخمر الخليط عند درجة 40 °م (104 °ف) لمدة تصل إلى 24 ساعة. بعد ذلك، يتم تبريد الناتو، ثم وضعه في الثلاجة لمدة تصل إلى أسبوع واحد للسماح بتكوين خشونة.
في منشآت صنع الناتو، يجب القيام بخطوات المعالجة هذه مع تجنب الحوادث التي يلامس فيها العمال فول الصويا. على الرغم من أن العمال يستخدمون بكتيريا "B. subtilis natto" كمزرعة ابتدائية، والتي يمكن أن تمنع بعض النمو البكتيري غير المرغوب فيه، فإن العمال ينتبهون بشدة إلى عدم إدخال فلورا الجلد إلى فول الصويا.
لصنع الناتو في المنزل، هناك حاجة إلى مزرعة بكتيرية من بكتيريا "B. subtilis natto" ضعيفة في حمض اللاكتيك، لذلك من المهم منع تكاثر بكتيريا حمض اللاكتيك. عادة ما تكون بعض أصناف B. subtilis natto الأقرب إلى الرائحة أقل نشاطًا، مما يزيد من احتمال تكاثر الجراثيم الصغيرة. تعتبر العاثيات خطرة على البكتريا الرقيقة.[بحاجة لمصدر]
تاريخيا، تم صنع الناتو عن طريق تخزين فول الصويا المطهو على البخار في قش الأرز، والذي يحتوي بشكل طبيعي على بكتيريا B. subtilis natto . كان فول الصويا يعبأ في القش ويترك ليخمر.[بحاجة لمصدر]

## المنتج النهائي والتغذية

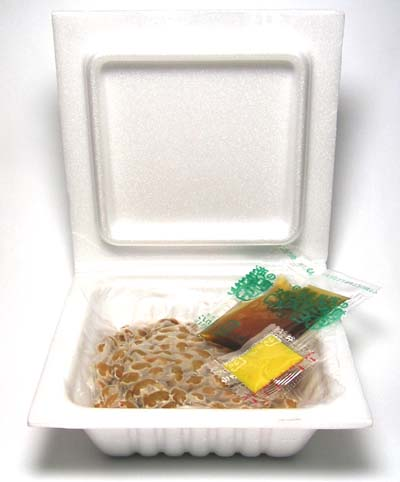
يُباع الناتو في حاويات صغيرة مع عبوات صغيرة من صلصة الصويا والخردل.

يباع ناتو المنتج بكميات كبيرة في علب صغيرة من البوليسترين. تحتوي العبوة النموذجية على حاويتين أو ثلاث أو أحيانًا أربع علب، كل منها 40 إلى 50 جم. وعاء واحد يكمل عادة وعاء صغير من الأرز.
يحتوي ناتو على تركيبة غذائية مختلفة عن فول الصويا الخام، مع محتوى منخفض من السعرات الحرارية وغني بالأحماض الدهنية المتفرعة السلسلة (BCFA)، وهي مادة حيوية من صنع Bacillus subtilis. بالكتلة، ناتو هو 55٪ ماء، 18٪ بروتين، 11٪ دهون، 5٪ ألياف، 5٪ سكريات. الناتو مصدر للكالسيوم والمغنيسيوم والبروتين والبوتاسيوم والفيتامينات B6 وB2 وE. توفر حصة الناتو (100 جم) 29٪ من القيمة اليومية (DV) لفيتامين K، و 22٪ من DV لفيتامين C ،76٪ من DV للمنغنيز، 48٪ من DV للحديد، و 22٪ DV للألياف الغذائية. يحتوي الناتو على ألياف غذائية أكثر ليونة دون احتوائه على نسبة عالية من الصوديوم في العديد من منتجات الصويا الأخرى، مثل ميسو.
ناتو هو مصدر غني للغاية لمتغير MK7 من فيتامين K2، حيث وجدت إحدى الدراسات أن متوسط التركيزات 998 ميكروغرام MK7 لكل 100 جرام من الناتو، أي أكثر من 500 مرة من تركيز أي طعام آخر تم اختباره.
تأتي رائحة الناتو من ثنائي الأسيتيل والبيرازين، ولكن إذا سمح لها بالتخمر لفترة طويلة جدًا، يتم إطلاق الأمونيا.